# 이치카와 아키노리
이치카와 아키노리(일본어: 市川 暉記, 1998년 10월 19일~)는 일본의 축구 선수이다.

## 구단 경력
그는 2017년 J2리그의 요코하마 FC에 입단했다. 2019년 J3리그의 가이나레 돗토리로 임대 이적했다. 2020년 J1리그의 요코하마 FC로 복귀했다. 2023년 8월 감바 오사카로 임대 이적했다. 2024년 요코하마 FC로 복귀했다.